# Фройденштадт
Фройденштадт (нем. Freudenstadt) — город в Германии, районный центр, курорт, расположен в земле Баден-Вюртемберг.
Подчинён административному округу Карлсруэ. Входит в состав района Фройденштадт. Население составляет 23 551 человек (на 31 декабря 2010 года). Занимает площадь 87,58 км². Официальный код — 08 2 37 028.

## Медиа (СМИ)
Широкий спектр местных новостей и событий представлен в региональной ежедневной газете «Шварцвельдер Ботэ» (Schwarzwälder Bote). Доступна интернет-версия газеты. Бесплатные еженедельные издания: WOM и Anzeige. Имеется своя радиопрограмма, выпускаемая в эфир коллективом «Freies Radio Freudenstadt». Из-за сложного рельефа местности приём общегерманских радиопередач значительно затруднен во многих частях города; автосканирование эфира неэффективно. Список частот в FM-диапазоне, которые наиболее доступны в городе: 91.40, 88.30, 107.30, 88.00, 95.80, 94.25, 95.60, 96.20, 98.40, 90.70, 100.15, 100.45, 101.50, 103.40, 106.30, 107.30, 99.10, 88.70, 95.50, 93.30 (по состоянию на сентябрь 2006 г.).

## Городской портрет
Прекрасный районный центр, в состав которого входит шесть районов, расположенный посреди северного Шварцвальда, может многое предложить горожанам и гостям. Фройденштадт особенно известен самой большой рыночной площадью в Германии с ее аркадами и 50 фонтанами, которые летом особенно интересны маленьким посетителям.
Фройденштадт интересен и достоин внимания благодаря более чем 100 фонтанам в центре города и его районах, тропе скульптур, музеям и разнообразной культурной программе. Жителя также гордятся самой высокой в Германии тропой из роз на Кинберге. Бассейн "Панорама Бад" предлагает развлечения и оздоровление для всей семьи.

## Крупнейшая торговая площадь Германии
Сердце города — рыночная площадь — это торговый центр, храм гурманов, пространство для проведения мероприятий и место встреч — все в одном. Общественная жизнь пульсирует на площади более 47 000 квадратных метров. Чемпионаты по пляжному волейболу, гонки Бундеслиги на горных велосипедах, смотровая арена, фестиваль летней ночи, фестиваль уличной еды или автомобильное шоу: предложения на крупнейшем рынке Германии не могут быть более разнообразными.
Торговая площадь вокруг нашей рыночной площади, покрытая историческими аркадами, имеет длину почти километр. Многочисленные магазины с хорошим выбором, кафе-мороженое, швабская и итальянская кухня, кондитерские и многое другое гарантируют удовольствие в центре города радости. Всегда богато украшенный цветами, чистый и красиво оформленный, летом водные развлечения у фонтанов или на детской площадке с оборудованием для водных игр. Зимой с атмосферной рождественской ярмаркой.

## Цифры, данные, факты о крупнейшей торговой площадке Германии
Рыночная площадь была построена в 1599 году по проекту архитектора Генриха Шикхардта. Аркады раскрывают подражание итальянской архитектуре, что не типично для Германии. План площади был смоделирован по образцу настольной игры «Мельница». Рыночная площадь во Фройденштадте является крупнейшей переоборудованной рыночной площадью в Германии и имеет размеры 219 х 216 метров. Размер площади обусловлен планом герцога Фридриха построить в центре недавно запланированного города мощный жилой дворец, который был бы больше, чем жилой дворец в Штутгарте.
Рыночная площадь теперь пересечена улицами и поэтому разделена на три части: Верхнюю Рыночную площадь, Нижнюю Рыночную площадь и Почтовую площадь. Соседние здания вокруг рыночной площади имеют аркады. Первоначально углы были снабжены угловыми  постройками. Сегодня их осталось два: городская церковь и здание Шикхардта, в котором размещается полиция.
В 1999 году к 400-летнему юбилею Нижняя Рыночная площадь была реконструирована. 50 фонтанов бьют на большой водной равнине и напоминают лозунг юбилея города: «Возрождение и радость жизни».
Под рыночной площадью расположена общественная подземная парковка на 417 парковочных мест.

## Городские побратимы
После окончания Второй мировой войны в молодой Федеративной Республике  Германии сложились международные городские партнерства и дружба между муниципалитетами разных стран. Ввиду катастрофы войны основное внимание уделялось идее международного взаимопонимания, которое должно формироваться и переживаться на всех уровнях, а не только в политике, но и среди людей в сообществах.
Городские партнерства – это инструменты, позволяющие лучше узнать и понять друг друга. Они обеспечивают тесную связь между своими гражданами. Они предлагают интересные возможности узнать больше о повседневной жизни в другой стране, поговорить друг с другом, обменяться опытом, завести друзей и получить новый опыт в международных проектах.
Идея международного взаимопонимания также сыграла важную роль в основании городского партнерства. По сей день оно не утратило своей актуальности. Европа сталкивается с множеством проблем, и международное сотрудничество важнее, чем когда-либо. Взаимопонимание является основной предпосылкой для этого.

## Курбевуа
С 1961 года Фройденштадт является побратимом города Курбевуа в департаменте Верхняя Сена, в котором проживает около 80 тыс. человек. Расположен он в восьми километрах от центра Парижа. Наше сотрудничество является одним из первых и старейших партнерств, основанных на немецко-французском примирении.
Как платформа для встреч, она предназначена для всех. Взаимные визиты – будь то на школьном, культурном, спортивном или местном политическом уровне – укрепляют понимание друг друга и закрепляют европейское единство.

## Фотографии

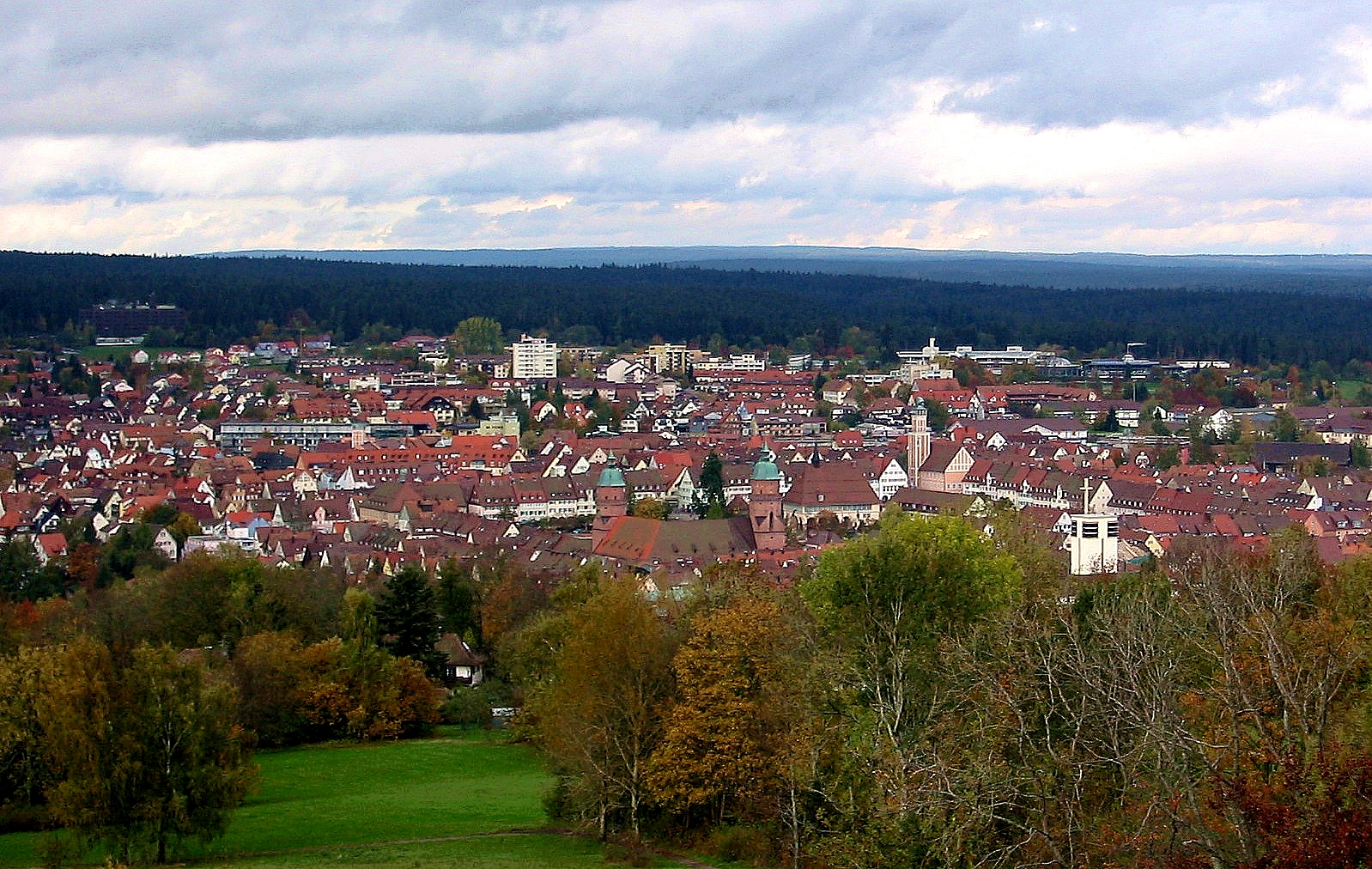
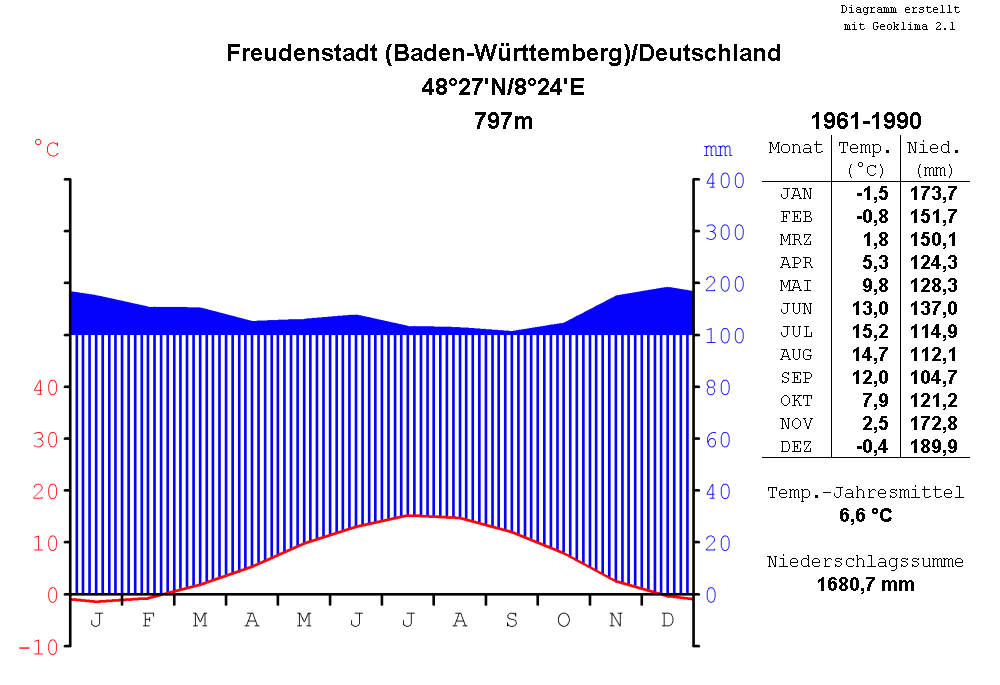
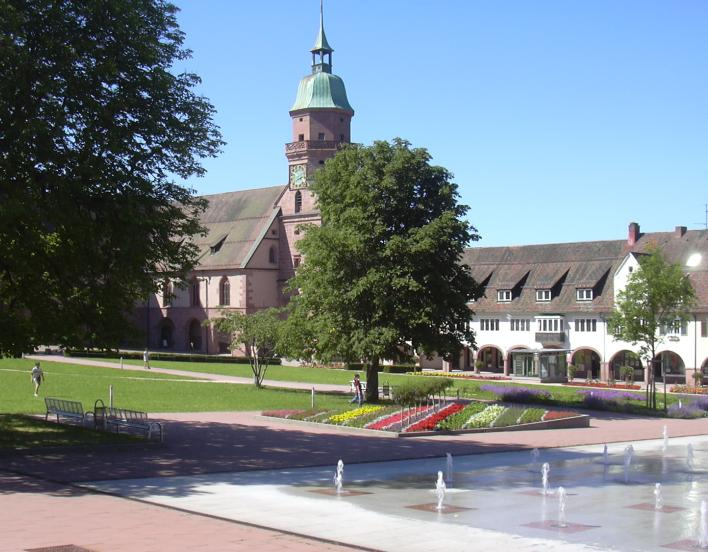
Рыночная площадь
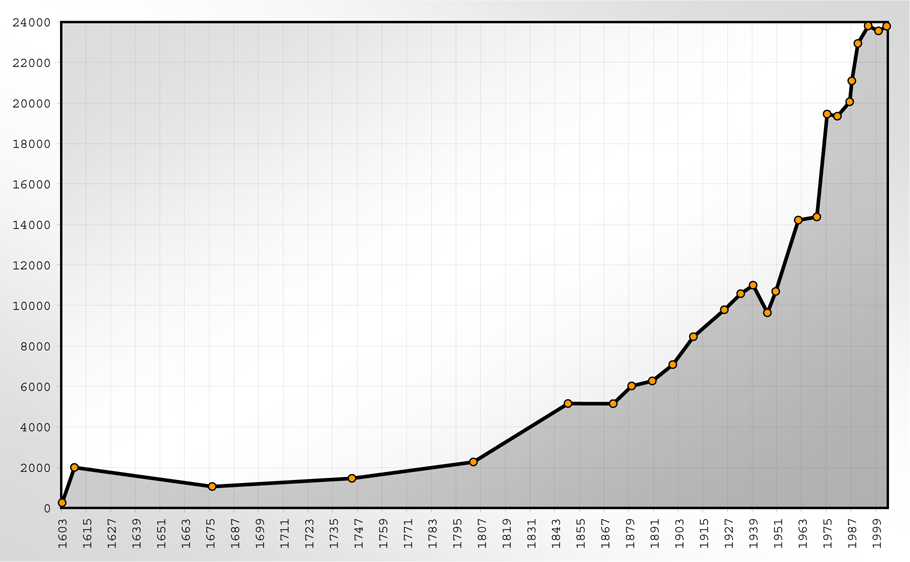